# Lomanella browni
Espèce
Lomanella browni est une espèce d'opilions laniatores de la famille des Lomanellidae.

## Distribution
Cette espèce est endémique de Tasmanie en Australie. Elle se rencontre dans le Sud et le Sud-Ouest de l'île.

## Description
Les mâles mesurent de 1,57 à 1,61 mm de long et de 0,93 à 0,94 mm de large et la femelle 1,62 mm de long et 0,94 mm de large.

## Systématique et taxinomie
Cette espèce a été décrite par Hunt et Hickman en 1993.

## Étymologie
Cette espèce est nommée en l'honneur de Bob Brown.

## Publication originale
- Hunt & Hickman, 1993 : « A revision of the genus Lomanella Pocock and its implications for family level classification in the Travunioidea (Arachnida: Opiliones: Triaenonychidae). » Records of the Australian Museum, vol. 45, no 1, p. 81–119 (texte intégral).